# Alexandre Krymov
Alexandre Mikhaïlovitch Krymov (en russe : Александр Михайлович Крымов, né le 23 octobre 1871, mort le 31 août 1917) était un lieutenant général de l'Empire russe, commandant militaire de la guerre russo-japonaise, de la Première Guerre mondiale et de la révolution russe. 
Le 4 avril 1917, il est nommé commandant par intérim du 3e corps de cavalerie, qui comprend la division sauvage. Il refuse d'accepter le poste de ministre de la guerre par le gouvernement provisoire russe. Le 24 août 1917, le commandant en chef Lavr Kornilov nomme Krymov commandant de l'armée de Petrograd (отдельная Петроградская армия) pour sécuriser la capitale russe de Petrograd. 

## Origines
Krymov est issu de la noblesse du gouvernement de Varsovie. Il participe à la guerre russo-japonaise et à la Première Guerre mondiale. 

## L'affaire Kornilov
Le 25 août, les troupes de Kornilov reçoivent l'ordre d'occuper Petrograd, de disperser les Soviets et de désarmer la garnison de la ville en cas de soulèvement bolchevique. Krymov reçoit l'ordre d'avancer dans la capitale pour sauver le gouvernement provisoire de ce que l'on croit être un coup d'État bolchevique. Le 29 août, Kerenski se déclare commandant en chef et ordonne à Krymov par câble d'arrêter l'avance de ses troupes, dont certaines se déplaçaient dans la banlieue sud de Petrograd. L'exécutif soviétique dans la capitale a maintenant décidé de soutenir le désormais « dictateur révolutionnaire » Kerenski à la nouvelle de l'avancée des soldats de Krymov, et ses troupes ont été « haranguées » par les bolcheviks. Krymov et son état-major, voyageant dans le train de la 1re Division cosaque du Don, sont arrêtés à Louga par les cheminots, et ils sont harangués par les députés soviétiques. Impuissant, Krymov ne peut que regarder depuis le train les Cosaques faire défection du côté soviétique en grand nombre. Le 30 août, il accepte de voyager avec un représentant du gouvernement à Petrograd, et le 31 août, il rencontre Kerenski, expliquant qu'il avait amené ses troupes pour tenter de défendre le gouvernement, mais Kerenski ordonne de le juger devant un tribunal militaire. 

### Mort
Découragé après la rencontre avec Kerenski, Krymov part pour l'appartement d'un ami, où il a été entendu dire : « La dernière carte pour sauver la patrie a été battue - la vie ne vaut plus la peine d'être vécue ». Il se retire dans une salle privée où il écrit une courte note à Kornilov, avant de se tirer une balle dans le cœur. 

## Décorations
- Ordre de Saint-Stanislas, 3e classe (1898), 2e classe avec épées (1905)
- Ordre de Saint-Vladimir, 4e classe avec épées (1905), 3e classe (19 avril 1911)
- Ordre de Sainte-Anne, 4e classe (1905), 3e classe avec épées et ruban (1905), 2e classe avec épées (1906)
- Ordre de Saint-Georges, 4e classe (26 juin 1916)
- Épée d'or pour bravoure (8 novembre 1914).